# Savva Storojevski
Savva Storojevski (en russe : Савва Сторожевский ou Савва Звенигородский) décédé le 16 décembre 1407 est un saint de l'Église orthodoxe russe appelé "vénérable", fondateur et premier higoumène du Monastère Saint-Sabbas de Storoji à Zvenigorod ; thaumaturge de Zvenigorod. Il a été canonisé en 1547 et est fêté le 19 janvier (3 décembre). Ses reliques se trouvent au monastère à Zvenigorod.
C'est un des saints russes les plus importants, guide spirituel de la Russie, « patron des tsars » et « protecteur de Moscou », guérisseur, devin, « refuge de tous les pécheurs ». Il est considéré comme un des premiers disciples de Serge de Radonège.